# Kråkberget
Kråkberget est une localité du comté de Nordland, en Norvège.

## Géographie
Administrativement, Kråkberget fait partie de la kommune de Bø.